# 佐々倉有吾
佐々倉 有吾（ささくら ゆうご）は、日本のソングライター、編曲家。東京都出身。スマイルカンパニー所属。日本大学芸術学部放送学科卒業。

## 来歴・人物
2006年までは広告業界を中心に活動。以降、J-POPを中心に活動。Theatre劇団子、スカイロケット、鈴木おさむ演出作品を始めとする舞台演劇の音楽を手掛ける。

## 主な作品
- 少年隊『Change』/編曲
- KILLERS（オセロ松嶋尚美）『JAPANESE GIRL』/作曲
- 泉見洋平『愛の輪舞曲』/編曲
- 泉見洋平『君のために』/編曲
- 泉見洋平『愛する…』/作曲
- CORICORI『まりもっこり絵かき歌』/作曲・編曲
- Anna『ねぇ、何度も…。』/作詞・作曲・編曲
- 岩倉たえ『たいせつなあなたへ』/作曲
- 真野恵里菜
  - 『世界は サマー・パーティ』/編曲
  - 『まつげの先に君がいる』/編曲
  - 『おやすみなさい』/編曲
- AKB48（チームB）『シアターの女神』/作曲
- 平野綾『Hysteric Barbie』/作曲
- misono『Joker』/作曲
- 麻生夏子『新曲は宇宙カフェにて』/作曲・編曲
- 美郷あき『Lovers' Sympathy』/作曲・編曲
- 伊藤静『Every Day』/作曲・編曲
- SKE48『バンザイVenus』/作曲（日本レコード協会プラチナディスク）[2]
- 牧野由依『Merry-go-round 〜Album ver.〜』/作曲
- 岩田光央『ウェイクアップ ベイベェ ウェイクアップ!』/作曲・編曲
- 愛美『強引ハニー』/作曲・編曲
- SKE48（チームKII）『フィンランド・ミラクル』/作曲
- 岡本信彦『Positive Fighter』/作詞・作曲・編曲
- Trignal『Darling』/作曲・編曲
- CONNECT『エスパーVSリッチマン -THE POWER OF THE WORLD-』/作曲・編曲
- 悠木碧『Mon ciel bleu～わたしのあおいそら～』/作曲・編曲
- 伊藤静『Every Day (Feeling Life Ver.)』/作曲
- AKB48（グループ研究生）『青空カフェ』/編曲
- さんみゅ〜『夢は生きている』/作曲
- オトメブレイヴ『ぶっちぬきLOVE TRIGGER』/作曲・編曲
- NMB48（チームN）『カトレアの花を見る度に思い出す』/作曲
- SNH48（チームSII）『劇場女神』/作曲
- 岡本信彦『のんびり行こうぜ！』/作曲・編曲
- 4to6（Pile・飯田里穂）『私の時計は逆回転!』/作曲・編曲
- A応P『青春セッション PARADISE』/作曲
- 内田彩
  - 『キックとパンチどっちがいい?』/作詞・作曲・編曲
  - 『泣きべそパンダはどこへ行った』/作詞・作曲・編曲
  - 『妄想ストーリーテラー』/作詞・作曲・編曲
  - 『いざゆけ!ペガサス号』/作詞・作曲・編曲
- Rev. from DVL『サマデ!!!』/作詞・作曲・編曲
- Tokyo Cheer2 Party『Rainbow』/作詞・作曲
- A応P
  - 『Happy Lucky Rainbow』/作曲・編曲
  - 『乙女はこの夏パッションを知る』/編曲
  - 『揺れるマイファンタジー』/作詞・作曲・編曲
- EMERGENCY『PAN!』/共作詞・作曲・編曲
- 村川梨衣『Breath』/作詞・作曲・編曲
- Pile『Undefined Angel』/作曲・編曲
- 麻倉もも『妄想メルヘンガール』/作曲・編曲
- イヤホンズ『それが声優!2021』/共作曲
- イケてるハーツ『ドキドキParty!!』/作詞・作曲・編曲
- ∴ヒロイン転生『百花繚乱ワンダーランド』/作詞・作曲・編曲
- Palette Parade『完全包囲ではんずあっぷ』/作曲・編曲

### アニメ・ゲーム関連

#### 主題歌
- 牧野由依『もどかしい世界の上で』（TVアニメ『NHKにようこそ!』 第2期ED）/作詞・作曲
- 樋井明日香『明日への光』（TVアニメ『瀬戸の花嫁』第1期ED）/作詞・作曲・編曲
- Anna『ラッキーチューン』（TVアニメ『To Loveる』第1期ED）/作曲・編曲
- kotoko『蒼-iconoclast』（TVゲーム「BLAZBLUE」）/作曲
- 清浦夏実『虹色ポケット』（TVアニメ『ささめきこと』ED）/作詞・作曲
- 愛美『LIVE for LIFE 〜狼たちの夜〜』（TVアニメ『ベン・トー』OP）/作曲・編曲
- 牧野由依『Merry-go-round』（TVドラマ「おくさまは18歳（2011年版）」）/作曲・編曲
- Sea☆A『しあわせ♪ランランラン』（TVアニメ「リボンちゃん」）/編曲
- 結城アイラ『DestiNAtion Destiny』（TVゲーム『特殊報道部』ED）/作曲・編曲
- eyelis『ヒカリノキセキ』（OVA『「神のみぞ知るセカイ」天理篇』）/作曲
- 悠木碧『くちひげ泡バルーン』（スマホゲーム『モンハン いつでも アイルーライフ』）/ 作曲・編曲
- 友寄もり子（大橋彩香）・真境名そり子（木戸衣吹）・呉屋せわし子（田所あずさ）『Suki Suki//LINKS』（TVアニメ『健全ロボ ダイミダラー』ED）/作曲・編曲
- バンブルビー（木村良平）・ストロングアーム（近藤唯）・サイドスワイプ（濱野大輝）・フィクシット（松浦義之）・グリムロック（山橋正臣）・オプティマスプライム（楠大典）『TRY☆トランスフォーマーアドベンチャー↑↑↑』（TVアニメ『トランスフォーマー アドベンチャー』ED）/作曲
- 北高文芸部女子会（長門有希（茅原実里）・朝倉涼子（桑谷夏子）・朝比奈みくる（後藤邑子）・鶴屋さん（松岡由貴）・涼宮ハルヒ（平野綾））『フレ降レミライ』（TVアニメ『長門有希ちゃんの消失』OP）/作曲
- イヤホンズ『それが声優!』（TVアニメ『それが声優!』OP主題歌）/作曲
- 山出愛子（さくら学院）『キラメイクつばさちゃん』（タカラトミー『キラメイクつばさちゃん』）/作曲・編曲
- 三浦祐太朗『鈍色の夜明け』（TVアニメ『恋とプロデューサー〜EVOL×LOVE〜』 OP）/作曲
- ミェンロン/リー＝ミンミン（村瀬歩）『ボクらのLove & Peace』（TVアニメ『SHY』 第17話ED）/作詞

#### キャラクターソング・挿入歌
バクマン。
- 聖ビジュアル女学院合唱部（starring 早見沙織と聖美女隊）『絶対☆少女主義!!』（「聖ビジュアル女学院高等部」OP）/作曲・編曲
- 小桃音まい『FAKER TRICK!』（「疑探偵TRAP」OP）/作曲・編曲

HUNTER×HUNTER（第2作）
- トンパ（桜井敏治）『オチロ底マデ』/作詞・作曲・編曲
- ズシ（寺崎裕香）feat.ウィング（関俊彦）『押忍！修行っす』/作詞・作曲・編曲

ベン・トー
- 鴨志田智愛『今日もエンジョイ☆ホーキーマート』/作詞・作曲・編曲
- 水野佐彩『行こうよ！ラルフストア』/作詞・作曲・編曲
- 鈴木静那『あなたを笑顔に♪スーパーときわ』/作詞・作曲・編曲
- 佐々木温『おさかな天国』/編曲
- 『常夏サマー』/作曲・編曲（インスト曲）

機動戦士ガンダムAGE
- ロマリー・ストーン（花澤香菜）『TWO HEARTS ～Reason of tears～』/作曲・編曲
- アリーサ・ガンヘイル（小清水亜美）『スマイル☆スマイル！』/作曲・編曲

ラブライブ!
- BiBi（絢瀬絵里（南條愛乃）・西木野真姫（Pile）・矢澤にこ（徳井青空））『ラブノベルス』/作曲・編曲
- 高坂穂乃果（新田恵海）『愛は太陽じゃない？』/作曲・編曲
- μ's『輝夜の城で踊りたい』/作曲・編曲
- μ's『Wonder zone』/作曲・編曲
- Printemps（高坂穂乃果（新田恵海）・南ことり（内田彩）・小泉花陽（久保ユリカ））『ぷわぷわーお！』/作曲・編曲
- BiBi『Trouble Busters』/作曲

ラブライブ!サンシャイン!!
- Aqours（高海千歌（伊波杏樹）・桜内梨子（逢田梨香子）・松浦果南（諏訪ななか）・黒澤ダイヤ（小宮有紗）・渡辺曜（斉藤朱夏）・津島善子（小林愛香）・国木田花丸（高槻かなこ）・小原鞠莉（鈴木愛奈）・黒澤ルビィ（降幡愛））『恋になりたいAQUARIUM』/作曲（日本レコード協会ゴールドディスク）[3]

探偵オペラ ミルキィホームズ
- エルキュール・バートン（佐々木未来）『ヒロイン探偵物語』/作曲・編曲

少女☆歌劇 レヴュースタァライト
- フロンティア芸術学校（大月あるる（藩めぐみ）・叶美空（竹達彩奈）・野々宮ララフィン（富田美憂）・恵比寿つかさ（加藤英美里）・胡蝶静羽（佐々木未来）『ショウタイム　フロンティア！』/作曲・編曲

プリパラ
- 真中らぁら（茜屋日海夏）・南みれぃ（芹澤優）・北条そふぃ（久保田未夢）『Pretty Prism Paradise!!!』/作曲・編曲

カードファイト!! ヴァンガード
- 先導アイチ（代永翼）『勇気のイメージ』/作曲・編曲

夜桜四重奏 〜ヨザクラカルテット〜
- 岸恭助（小野大輔）・岸桃華（戸松遥）『超力buddy!!』/編曲

黒子のバスケ
- 紫原敦（鈴村健一）『LAZY LAZY』/作曲・編曲
- 紫原敦（鈴村健一）『LAZY LAZY 〜CRAZY CRAZY Remix〜』/作曲

ネオロマンス
- オスカー（堀内賢雄）・風早（井上和彦）・八木沢雪広（伊藤健太郎）・レイン（高橋広樹）・ロイ（松風雅也）『ネオロマンス音頭』/作曲・編曲

金色のコルダ
- 月森蓮（谷山紀章）・土浦梁太郎（伊藤健太郎）・志水桂一（福山潤）『明日へのMelody』/作曲・編曲
- 土浦梁太郎（伊藤健太郎）
  - 『太陽の粒子』/作曲
  - 『AIRSTREAM』/作曲
- 柚木梓馬（岸尾だいすけ）
  - 『SWEET SECRET』/作曲・編曲
  - 『Black & White』/作曲
  - 『PRINCESS JEWEL』/作曲
- 火原和樹（森田成一）・柚木梓馬（岸尾だいすけ）『P☆リズム』/作曲
- 金澤紘人（石川英郎）・火原和樹（森田成一）・柚木梓馬（岸尾だいすけ）『MISSION:B×B×B』/作曲・編曲
- 加地葵（宮野真守）『COSMIC LUCKY DAY』/作曲・編曲
- 志水桂一（福山潤）『Fairy Humming』/作曲
- 土浦梁太郎（伊藤健太郎）・佐々木淳之介（菅沼久義）・長柄芹一（中尾良平）『ELEVEN -フィールドの熱い風-』/作曲
- 水嶋新（岸尾だいすけ）『BOM DIA!』/作曲
- 火積司郎（森田成一）『沈まない夕陽』/作曲

遙かなる時空の中で5
- アーネスト・サトウ（四反田マイケル）『Good-bye My Beloved Princess ～冬の桜～』/作曲・編曲

戦国無双
- 直江兼続（高塚正也）『日輪に誓う ～愛と義の太陽！～』/作曲・編曲
- 真田幸村（草尾毅）・石田三成（竹本英史）・直江兼続（高塚正也）『草枕之夢』/作曲・編曲

会長はメイド様!
- 美咲（藤村歩）・さつき（豊崎愛生）・ほのか（阿澄佳奈）・すばる（植田佳奈）・エリカ（伊瀬茉莉也）『Magic of Love』/ 作曲
- ほのか（阿澄佳奈）『Very Merry-Go-Round』/作曲

生徒会役員共
- 天草シノ（日笠陽子）『アイドルのすゝめ』/作曲・編曲

きんいろモザイク
- 猪熊陽子（内山夕実）『あじさいいろブルースカイ』/作曲

バカとテストと召喚獣にっ！
- 島田美波（水橋かおり）『Navigated you, and you?』/作曲・編曲

八犬伝―東方八犬異聞―
- 尾崎要（浪川大輔）『Find Out Xhilaration』/作曲・編曲

アウトブレイク・カンパニー
- ペトラルカ・アン・エルダント3世（渕上舞）『瞳はアクアブルー』/作曲・編曲

ときめきメモリアル Only Love
- 春日つかさ（吉川友佳子）『MERRY-GO-ROUND☆』/ 作曲
- 天宮小百合（牧島有希）・春日つかさ（吉川友佳子）・弥生水奈（藤田咲）『真冬のヒマワリ』/作曲

真剣で私に恋しなさい!!
- 椎名京（氷青）『はらり恋心』/編曲

AKB0048
- インスト『シアターの女神/アコースティックver』（12話ED）/作曲

迷宮クロスブラッド リローデッド
- インスト『SCARLET WINGS（Lounge ver.）』/編曲

新テニスの王子様
- 桃城武（小野坂昌也）『無敵なピーチタイム』/作曲・編曲
- 日吉若（岩崎征実）『14の夜』/作曲・編曲
- 日吉若（岩崎征実）『修学旅行に我想う』/作曲・編曲

さばげぶっ!
- 春日野うらら（大久保瑠美）・園川モモカ（大橋彩香）『リリカル☆ロマンチヰク』/作曲・編曲

カレイドイヴ
- 五十嵐馨（小野友樹）・鷹宮大地（下野紘）・月島紘一郎（平川大輔）・村瀬洋（江口拓也）・真柴拓海（鳥海浩輔）・葉山黎（日野聡）『COLOR PALETTE!』6人ver./作曲・編曲
- 五十嵐馨（小野友樹）・鷹宮大地（下野紘）・月島紘一郎（平川大輔）・村瀬洋（江口拓也）・真柴拓海（鳥海浩輔）『COLOR PALETTE!』/作曲・編曲

魔法科高校の劣等生
- 中条あずさ（小笠原早紀）・市原鈴音（中原麻衣）『MAGICAL∞LESSON』/作曲

長門有希ちゃんの消失
- 涼宮ハルヒ（平野綾）『Dreamerという冒険者』/作曲

チェインクロニクル
- アルフィン（内田彩）・シャウナ（今井麻美）『魔法少女A』/作詞・作曲・編曲

無彩限のファントム・ワールド
- 川神舞（上坂すみれ）『LADY GO PUNCH！』/作曲
- ルル（田所あずさ）『マジカル・ルルルール！』/作曲・編曲

ウマ娘 プリティーダービー
- ゴールドシップ（上田瞳）『Goal To My SHIP』/作曲・編曲
- ハルウララ（首藤志奈）『今日もウララかケセラセラ！』/作曲・編曲

アイドリッシュセブン
- ここな（日高里菜）『えがおのつづき』/作曲・編曲

BATON=RELAY
- Bambina!!!!（五条咲（たけだまりこ）・高橋京子（ペイトン尚未）・千歳つくし（小坂澄）・椛坂冬華（石飛恵里花））『四葉のクローバー～10000分の1の君～』/作曲・編曲

ヴァイオレット・エヴァーガーデン
- 石川由依『beautiful sky』/作曲・編曲

アイドルマスター シャイニーカラーズ
- 放課後クライマックスガールズ（小宮果穂（河野ひより）・園田智代子（白石晴香）・西城樹里（永井真里子）・杜野凛世（丸岡和佳奈）・有栖川夏葉（涼本あきほ））『学祭革命夜明け前』/作曲・編曲
- イルミネーションスターズ（櫻木真乃（関根瞳）・風野灯織（近藤玲奈）・八宮めぐる（峯田茉優））『Forward March！！！』/作曲・編曲
- シャイニーカラーズ『Poison Berry Daughters』/編曲

チート薬師のスローライフ
- ノエラ（松田利冴）・ミナ（熊田茜音）『ポーションが欲しくなる歌』/作曲・編曲

AIドロイド RAISING
- TwinTwin -くるズ !!（LOVE（咲々木瞳）・EVE（宮崎珠子））『Dan Don♡Dan Don』/作曲・編曲

#### スマホ・ブラウザゲーム
レムリア –Strada Of Chain-
- 荒浪和沙『Romantic World』/作詞・作曲・編曲

ビーナスイレブンびびっど!
- ★MONOCHROME☆（詩奏音ことば（荒浪和沙）・上下上下上（上原あかり））『I LOVE ♥ VENUS!!』/作曲・編曲
- ★MONOCHROME☆『キミへMore Power!!』/作曲・編曲

トリオ・ソナタ
- 荒浪和沙『ヒカリランナー』/作詞・編曲

にゃんきつ!
- 遠藤璃菜『にゃんきつのうた』/編曲

星のガールズオデッセイ
- 桜咲千依『Beautiful Answer』/作詞・作曲・編曲

### TVドラマ
恋うたドラマSP
- 第一夜「カムフラージュ」/音楽

SHARK～2nd Season～
- 足立哲平（ジャニーズWEST）第4話・劇中歌『オレと赤と黒のボーダー』/作詞・作曲

### TVバラエティ
となりのシムラ
- 志村けん・松岡茉優『痛風』/作曲・編曲[4]

三越伊勢丹通信販売『ときめきダイレクト』
- 音楽

三越テレショップ
- 音楽[5]

歌ネタゴングSHOW 爆笑!ターンテーブル
わらふぢなるお/作曲・編曲

### TVCM
- 三越『Twinkle of Your Stars』『新年』『お中元』『お歳暮』『三越通販カタログ』
- ヴァンドーム青山 feat.SHIHO『Crystal Snow』・『December Wind』・『Christmastime』
- 産経新聞『ワンコイン産経』
- OMCカード
- 日産・キューブ
- 藤田嗣治展
- ロマノフ王朝展
- 三井化学アグロ『フォローアップ』

### 映画
- 娘道成寺 蛇炎の恋/音楽

### 舞台
- 「調子っぱずれのエピローグ」（北沢タウンホール）
- 「ハレルヤは幸福をつれて」（北沢タウンホール）
- 「トレジャーのある街'99」（新宿パンプルムス）
- 「カーラヂオが終われば」（北沢タウンホール）
- 「ハルマゲドンだよ全員集合！」（明石スタジオ）
- 「たとえばナイスな昼下がり」（新宿SPACE107）
- 「ラッキー食堂の人々」（アイピット目白）
- 「トレジャーのある街2001」（新宿パンプルムス）
- 「グッドモーニングですよ王様!」（新宿SPACE107）
- 「カーラヂオが終われば（再演）」（シアタートラム）
- 「カーラヂオが終われば（再演）」（武蔵野市立吉祥寺シアター）
- 「トレジャーのある街'08」（pit北/区域）
- 「ペダルをめっちゃ漕ぐ」（赤坂レッドシアター）
- 「愛知のオンナ」（愛知・長久手町文化の家）
- 「東京のオトコ」（pit北/区域）
- 「ストイックだよ全員集合！」（ザムザ阿佐谷）
- 「好きよキャプテン」（池袋シアターグリーン）
- 「マグロを釣るつもりじゃなかった」（赤坂レッドシアター）
- 「愛知のオンナ」（座・高円寺2）
- 「もう一つのシアター!」（紀伊國屋ホール）
- 「そのペン書けず。」（下北沢 駅前劇場）
- 「カメコが笑った日（再演）」（SPACE 107）
- 「トキタ荘の冬」（SPACE 107）
- 「新・七夕伝説 煌星★天女」（池袋シアターグリーン/せんだい演劇工房10-BOX）
- 「恋するロビンソン」（あうるすぽっと）
- 「なぞらえ屋～開闢九重千曳～」（前進座）
- 「落人たちのブロードウェイ」（紀伊國屋ホール）
- 「旅猫リポート」（紀伊國屋サザンシアター）
- 「ヒア・カムズ・ザ・サン」（銀座博品館劇場）
- 「僕だってヒーローになりたかった」（俳優座劇場・兵庫県立芸術文化センター）
- 「三途会～私の人生は罪ですか?～」（東京グローブ座）
- 「カレフォン」（東京オルタナティブシアター・他）
- 「てれびのおばけ」（下北沢本多劇場）
- 「アナタの知らない世界」（池袋シアターグリーン BOX in BOX THEATER）
- 「もしも命が描けたら」（東京芸術劇場プレイハウス・他）
- 「トキタ荘の冬（再演）」（新宿モリエール）
- 「正偽の芸能プロダクション」（よみうり大手町ホール）
- 「是非にオヨばず」（シアター風姿花伝）

### ゲームBGM
- パチスロ「ベルサイユのばら」収録『薔薇は美しく散る』（蘭香レア） /編曲
- 死選組～あやかし雪月花～

### ドラマCD
- 死選組～あやかし雪月花～ ―死選組誕生編―
- 倉羽俊彰『キズナ傷』（『死選組～あやかし雪月花～』主題歌）/作曲・編曲

### ネット番組
ウサちゃん部
- 藤咲ウサ『その名はウーサー』/作詞・作曲・編曲

### キャンペーン・イベントソング
- 愛知県・手洗い推進運動『あわあわゴッシーのうた』
- OMCカード『OMCカードのうた』
- アルタビジョン『December Song』
- 企画展「トイレ? 行っトイレ!～ボクらのうんちと地球のみらい」（日本科学未来館）『ありがトイレ』作曲・編曲[6]
- 長野県湯田中温泉『Yamanouchi Lantern 2015〜2016』/サウンドプロデュース

### ダンス
- Fine『Rise Your Fine』/作曲・編曲